# Gerrit van Uylenburgh
Gerrit van Uylenburgh (ok. 1625–1679) – holenderski malarz barokowy i marszand.
Był najstarszym synem Hendricka van Uylenburgha, po jego śmierci w 1661 przejął rodzinny interes – handel sztuką, który odegrał kluczową rolę w świecie sztuki holenderskiego Złotego Wieku.